# ۱۴۳۰ (میلادی)
۱۴۳۰ (میلادی) هزارو چهارصد و سیمین سال تقویم میلادی است.

## زادگان
- ۲۳ مارس - مارگارت آنژو، همسر هنری ششم و ملکهٔ انگلستان (م. ۱۴۸۲)
- ۱۶ اکتبر - جیمز دوم، پادشاه اسکاتلند (م. ۱۴۶۰)

## درگذشتگان
‎